# Ano Internacional da Mobilização contra o Racismo, Discriminação Racial, Xenofobia e Todas as Formas de Intolerância
O ano de 2001 foi proclamado o Ano Internacional da Mobilização contra o Racismo, Discriminação Racial, Xenofobia e Todas as Formas de Intolerância, pela Assembleia Geral das Nações Unidas.
Os anos internacionais foram implementados, desde 1957, na tentativa de chamar a atenção mundial para assuntos importantes.
A decisão de consagrar o ano de 2001 para a mobilização contra o racismo e a xenofobia, foi tomada pela Assembleia Geral da ONU, em 9 de Dezembro de 1998 e foi ligada à decisão de organizar uma conferência (a Conferência Mundial contra o Racismo, Discriminação Racial, Xenofobia e todas as de Intolerância), no mesmo ano. Na sua resolução (A/RES/53/132), a Assembleia Geral indicou que esta observância "apontava para dirigir a atenção mundial para os objectivos da Conferência Mundial e dar novo estatuto ao comprometimento político para a eliminação do racismo, discriminação racial, xenofobia e todas as formas de intolerância.
A Conferência teve lugar em Durban, na África do Sul, de 28-31 de Agosto de 2001. O encontro governamental foi de 31 de Agosto a 7 de Setembro de 2001. Dia 8 de Setembro foram adoptados uma declaração e um programa de acção.